# Sesleria taygetea
Sesleria taygetea là một loài thực vật có hoa trong họ Hòa thảo. Loài này được Hayek miêu tả khoa học đầu tiên năm 1918.